# Leven (Fife)
Leven ist eine Ortschaft in der schottischen Council Area Fife. Sie liegt rund 13 Kilometer nordöstlich von Kirkcaldy und 18 Kilometer südwestlich von St Andrews am Nordufer des Firth of Forth. In Leven mündet der Leven in den Firth of Forth. Die Ortschaft bildet zusammen mit Methil, Buckhaven und Windygates eine Konurbation. Bei Zensuserhebung 2011 lebten in der Konurbation Levenmouth 24.474 Personen. Leven ist mit dem niedersächsischen Holzminden verschwistert.

## Geschichte
Bronzezeitliche Begräbnisstätten belegen die historische Besiedlung Levens. Im 11. Jahrhundert befand sich im heutigen Ortsteil Scoonie eine Kirche, welche an die Culdeer von Loch Leven überging. Am Ufer nahe der Kirche entwickelte sich bis in das 16. Jahrhundert die Ortschaft Leven. In den folgenden Jahrhunderten entwickelten sich im zwischenzeitlich in den Stand eines Burghs of Barony gesetzten Leven verschiedene Industrien; darunter Textil- und Seilhersteller und Salzproduzenten. Des Weiteren wurde der Fischerei sowie dem Kohleabbau nachgegangen. Seit 1973 betreibt der Getränkekonzern Diageo nahe der Whiskybrennerei Cameronbridge ein umfangreiches Alkohollager mit Flaschenabfüllung, in der verschiedene bekannte Spirituosen abgefüllt werden.
Im Jahre 1841 lebten 1827 Personen in Leven. Innerhalb von 40 Jahren wuchs Leven auf 3067 Einwohner an. Nachdem 1971 dort 9472 Einwohner gezählt wurden, war die Einwohnerzahl in den folgenden Jahrzehnten rückläufig.

## Verkehr
In Leven mündet die aus Kirkcaldy kommende A955 in die A915 (St Andrews–Kirkcaldy) ein. 1840 wurde eine Brücke über den Leven ins benachbarte Innerleven errichtet, wodurch eine zuvor bestehende Fährverbindung obsolet wurde. Die Brücke, auf der heute die A955 den Leven quert, wurde 1957 durch einen Neubau ersetzt.
Mit der industriellen Entwicklung erhielt Leven einen Hafen. Zunächst handelte es sich dabei um einen kleinen Naturhafen in der Levenmündung. Mit dem Leven Harbour Act wurde 1876 mit der Errichtung einer befestigten Hafenanlage begonnen. Mit der Versandung des Hafens und dem Bau eines Docks in Methil, verlor der Hafen an Bedeutung.
Im Juli 1854 wurde die nach Thornton führende Leven Railway eröffnet. Im Zuge der Befestigung des Hafens wurde sie um eine Stichbahn zum Hafen erweitert. Im Oktober 1969 wurde die Strecke aufgelassen. Seit Mai 2024 ist die Stichstrecke unter dem Namen Levenmouth Rail Link bis Leven über Cameron wieder in Betrieb. Die Kosten für die zweigleisige Sanierung in Höhe von 116 Millionen Pfund übernahm die Schottische Regierung. Eigentümer der Strecke ist Network Rail. Den Zugbetrieb übernahm ScotRail. Zwischen Leven und Edinburgh Waverly besteht eine stündliche Verbindung. Eine halbstündliche Taktung über beide Äste des Fife Circle ist geplant.